# Inhaloterapia
La inhaloterapia, consiste en la administración de medicamentos, oxígeno y humedad por la vía respiratoria. Es una actividad especializada que apoya a las diversas especialidades médicas y quirúrgicas en la prevención, el tratamiento y la rehabilitación de padecimientos que afectan directa o indirectamente la función del aparato respiratorio.
Los primeros registros de la administración de fármacos inhalados se remonta a la
antigüedad, teniendo el primer registro hace 4,000 años en Egipto, China e India,
utilizando vapores ricos en atropina, escopolamina o hioscina, sin embargo, es hasta el
año de 1802 en el Reino Unido en donde se administra la datura feroz, un congénere de la
atropina para el tratamiento del asma. En 1929 Adrich y Takamine utilizan adrenalina
nebulizada para el tratamiento del asma. El uso de los fármacos inhalados ha mostrado
gran efectividad en el tratamiento del asma, EPOC, fibrosis quística y otras enfermedades
respiratorias, debido a la liberación directa del medicamento hacia los pulmones. Sólo se
requiere una pequeña cantidad de medicamento, los efectos adversos son mínimos
comparados con los medicamentos administrados por vía sistémica y además su uso es
rápido y efectivo.

## Equipo para inhaloterapia
Hay cuatro tipos de dispositivos utilizados en la  inhaloterapia.  Los  nebulizadores  jet,  los nebulizadores ultrasónicos, los inhaladores de dosis medida  con  propelente  (IDMp)  y  los inhaladores en polvo seco (IPS).

## Limpieza y desinfección de equipo de inhaloterapia
Después de cada tratamiento, el paciente debe descartar el restante de solución sacudiendo el dispositivo, luego enjuagarlo con agua estéril o agua destilada y se debe dejar secar al aire sobre en una toalla absorbente. Se debe desinfectar el nebulizador una a dos veces vez por semana, debe desarmarse completamente y ser lavado, sumergido en una mezcla del agua y jabón (detergente acuoso) Es recomendado utilizar alguna solución antiséptica para una completa desinfección, se recomienda el uso de soluciones de superoxidación con pH neutro ya que han demostrado ser eficaz antimicótico, viricida y bactericida en menos de 5 minutos y esporicida en 10 minutos, siendo segura para el ser humano.